# William Peden
William John Peden, conegut com a Torchy Peden, (Victoria, 16 d'abril de 1906 - Northbrook, 30 de gener de 1980) fou un ciclista canadenc, que es va especialitzar en les curses de sis dies de les quals va aconseguir 38 victòries. Aquesta xifra no va poder ser superada fins al 1965. Continua, però, amb poder seu una marca encara no igualada que és la de més victòries en un any, ja que en va aconseguir deu al 1932.
Va participar en els Jocs Olímpics d'Amsterdam en tres modalitats diferents.
El seu germà Douglas va ser també ciclista, amb el qual va aconseguir 5 victòries fent parella.

## Palmarès
- 1931
  - 1r als Sis dies de Minneapolis (amb Jules Audy)
  - 1r als Sis dies de Mont-real 1 (amb Henri Lepage)
  - 1r als Sis dies de Portland (amb Mike Defilippo)
  - 1r als Sis dies de Mont-real 2 (amb Henri Lepage)
- 1932
  - 1r als Sis dies de Milwaukee 1 (amb Polly Parrott)
  - 1r als Sis dies de Nova York 1 (amb Reginald McNamara)
  - 1r als Sis dies de Mont-real 1 (amb Jules Audy)
  - 1r als Sis dies de Toronto (amb Reggie Fielding)
  - 1r als Sis dies d'Atlantic City (amb Franco Giorgetti)
  - 1r als Sis dies de Chicago (amb Jules Audy)
  - 1r als Sis dies de Minneapolis (amb Jules Audy)
  - 1r als Sis dies de Nova York 2 (amb Fred Spencer)
  - 1r als Sis dies de Milwaukee 2 (amb Gus Rys)
  - 1r als Sis dies de Mont-real 2 (amb Reginald Fielding)
- 1933
  - 1r als Sis dies de Saint Louis (amb Henri Lepage)
  - 1r als Sis dies de Detroit (amb Stanley Jackson)
  - 1r als Sis dies de Minneapolis (amb Henri Lepage)
  - 1r als Sis dies de Nova York (amb Alfred Letourneur)
- 1934
  - 1r als Sis dies de Buffalo (amb Fred Ottevaire)
  - 1r als Sis dies de Chicago (amb Tony Shaller)
  - 1r als Sis dies de Pittsburgh (amb Jules Audy)
  - 1r als Sis dies de Cleveland (amb Freddy Zaech)
  - 1r als Sis dies de Mont-real (amb Jules Audy)
  - 1r als Sis dies de Toronto (amb Jules Audy)
  - 1r als Sis dies de Detroit (amb Frank Bartell)
  - 1r als Sis dies de Milwaukee (amb Jules Audy i Henri Lepage)
- 1935
  - 1r als Sis dies de Kansas City (amb Piet van Kempen)
  - 1r als Sis dies de Toronto (amb Alfred Crossley)
- 1937
  - 1r als Sis dies de Buffalo (amb Douglas Peden)
  - 1r als Sis dies de Louisville (amb Jules Audy)
  - 1r als Sis dies de Toronto (amb Douglas Peden)
- 1938
  - 1r als Sis dies de San Francisco (amb Douglas Peden)
  - 1r als Sis dies de Mont-real (amb Douglas Peden)
- 1939
  - 1r als Sis dies de Nova York (amb Douglas Peden)
  - 1r als Sis dies de Chicago (amb Douglas Peden)
- 1940
  - 1r als Sis dies de Washington (amb Cesare Moretti Jr)
  - 1r als Sis dies de Chicago (amb Cecil Yates)
- 1942
  - 1r als Sis dies de Mont-real (amb Charles Bergna)